# Grace Brown (ciclista)
Grace Lowden Brown (Camperdown, 7 de julio de 1992) es una deportista australiana que compite en ciclismo en la modalidad de ruta.
Participó en dos Juegos Olímpicos de Verano, obteniendo una medalla de oro en París 2024, en la prueba de contrarreloj, y el cuarto lugar en Tokio 2020, en la misma prueba.
Ganó cuatro medallas en el Campeonato Mundial de Ciclismo en Ruta entre los años 2022 y 2024, en la prueba de contrarreloj.
En 2025 fue condecorada con la Medalla de la Orden de Australia (OAM).
Estudió Mercadotecnia en la Universidad Griffith.

## Medallero internacional
| Juegos Olímpicos   | Juegos Olímpicos       | Juegos Olímpicos | Juegos Olímpicos                |
| Año                | Lugar                  | Medalla          | Competición                     |
| ------------------ | ---------------------- | ---------------- | ------------------------------- |
| 2024               | París (Francia)        | Medalla de oro   | Contrarreloj                    |
| Campeonato Mundial |                        |                  |                                 |
| Año                | Lugar                  | Medalla          | Competición                     |
| 2022               | Wollongong (Australia) | Medalla de plata | Contrarreloj                    |
| 2023               | Glasgow (Reino Unido)  | Medalla de plata | Contrarreloj                    |
| 2024               | Zúrich (Suiza)         | Medalla de oro   | Contrarreloj                    |
| 2024               | Zúrich (Suiza)         | Medalla de oro   | Contrarreloj por relevos mixtos |

## Palmarés
| 2018 - 3.ª en el Campeonato de Australia en Ruta - Campeonato Oceánico Contrarreloj - 2.ª en el Campeonato Oceánico en Ruta 2019 - Campeonato de Australia Contrarreloj - 1 etapa del Santos Women's Tour 2020 - 2.ª en el Campeonato de Australia Contrarreloj - 3.ª en el Campeonato de Australia en Ruta - Flecha Brabanzona 2021 - 2.ª en el Campeonato de Australia Contrarreloj - 2.ª en el Campeonato de Australia en Ruta - Clásica Brujas-La Panne - 1 etapa de la Vuelta a Burgos Féminas 2022 - Campeonato de Australia Contrarreloj - 2.ª en el Campeonato de Australia en Ruta - 1 etapa del The Women's Tour - La Périgord Ladies - 1 etapa de la Ceratizit Challenge by La Vuelta - 2.ª en el Campeonato Mundial Contrarreloj | 2023 - 2.ª en el Campeonato de Australia en Ruta - Campeonato de Australia Contrarreloj - Santos Women's Tour, más 1 etapa - Gran Premio de Morbihan - Tour de Bretaña, más 1 etapa - 2.ª en el Campeonato Mundial Contrarreloj - 1 etapa del Tour de Escandinavia 2024 - Campeonato de Australia Contrarreloj - Lieja-Bastoña-Lieja - Tour de Bretaña, más 2 etapas - Juegos Olímpicos Contrarreloj - Campeonato Mundial Contrarreloj - Chrono des Nations |